# Mullutu-Suurlaht
Mullutu-Suurlaht —también conocido como Mullutu Suurlaht— es el cuarto lago más grande de Estonia. Se encuentra en la isla de Saaremaa, aproximadamente a 2 kilómetros al oeste de la ciudad de Kuressaare. Tiene una superficie de 1440 hectáreas y una profundidad máxima de 2,1 metros.
Mullutu-Suurlaht es una masa de agua salobre compuesta por dos partes:
- Suurlaht o bahía de Kellamäe (531 hectáreas, parte oriental).[3]
- Bahía de Mullutu o Gran bahía de Mullutu (412,4 hectáreas, parte occidental).[3]

Durante las crecidas primaverales habituales —el aumento normal del nivel del agua es de 0,75 metros, con un máximo registrado de 1,16 metros)—, Mullutu-Suurlaht se une temporalmente con las bahías cercanas de Paadla, Vägara y Kaalupea, formando un cuerpo de agua que puede alcanzar hasta 3600 hectáreas de superficie.
El lago se desagua a través del río Nasva, de 3 kilómetros de longitud, que lo conecta con el mar. Gracias a esta fuerte conexión marítima, el lago es rico en especies de peces, entre las que se incluyen: alburno, lota, carpa cruciana, cacho, anguila, gobio, id, perca, lucio, gobio negro, rutilo, ruda y tenca.